# Суперкубок Азербайджана по футболу 1995
Суперкубок «Сахар» — III по счету Суперкубок Азербайджана. Прошел 23 июня 1995 года в городе Сумгаит. В матче встречались серебряный призёр чемпионата Азербайджана 1994/95 годов товузский «Туран» и обладатель Кубка Азербайджана сезона 1994/95 годов бакинский «Нефтчи». «Туран» являлся номинальным хозяином поля. Победителем матча стал «Нефтчи», победивший в серии послематчевых пенальти со счётом 8:7. Основное время матча завершилось вничью 1:1.

## Название
Третий по счету Суперкубок Азербайджана также, как и два предыдущие, был организован газетой «Сахар» (рус. «Утро»), поэтому вновь официально назывался «Суперкубок Сахар».

## Место проведения
Руководство Футбольной Федерации Азербайджана приняло решение вновь провести матч за Суперкубок на нейтральном стадионе, в городе Сумгаит. Розыгрыш первого Суперкубка «Сахар» в 1993 году также проходил в Сумгаите, на центральном городском стадионе имени Мехти Гусейнзаде.

## Подробности
Согласно регламенту, в матче за Суперкубок должны были сойтись чемпион страны сезона 1994/1995 годов — гянджинский «Кяпаз» и обладатель Кубка Азербайджана того же сезона — бакинский «Нефтчи». Однако вследствие отказа от участия в матче за Суперкубок чемпиона страны, его место занял серебряный призёр — товузский «Туран».

### Отчёт о матче
| 23 июня 1995 18:00 (BAK) | \| Туран \| 1:1 (по пен. 9:10) Отчет \| Нефтчи \| \| Ильхам Мамедов \| Голы \| Назим Алиев \| | стадион имени Мехти Гусейнзаде, Сумгаит Зрителей: 3500 |
| Туран                    | 1:1 (по пен. 9:10) Отчет                                                                      | Нефтчи                                                 |
| Ильхам Мамедов           | Голы                                                                                          | Назим Алиев                                            |

### Формы команд
| Туран | Нефтчи |

### Судейская бригада и регламент матча
| Судейская бригада - Ассистенты: - Дополнительные ассистенты: - Четвёртый: - Судья-инспектор: - Представитель АФФА: | Регламент матча - 90 минут основного времени - Пенальти, если по истечении основного времени счёт равный - Семь игроков на замене. - Максимум 3 замены - Одновременно на поле не более 7 легионеров в команде |

| Обладатель Суперкубка Азербайджана 1995 |
| --------------------------------------- |
| «Нефтчи» Баку 2-й титул                 |

- Перед матчем за Суперкубок, по взаимной договоренности между клубами, состоялся товарищеский матч ветеранов «Нефтчи» и «Турана», в котором «нефтяники» одержали победу со счетом 2:1. В составе бакинцев отличились Самедага Шихларов и Машаллах Ахмедов, а в составе товузцев — Рауф Алиев.[1]
- В отличие от «Нефтчи», принимавшего участие в I Суперкубке Азербайджана в 1993 году, «Туран» впервые боролся за данный трофей.
- «Нефтчи» второй раз подряд выиграл данный титул.
- ФК «Туран» стал второй провинциальной командой, принявшей участие в розыгрыше Суперкубка.
- После III Суперкубка, число команд, принимавших участие в розыгрыше достигло 4: «Нефтчи» Баку, «Иншаатчи» Баку, «Карабах» Агдам и «Туран» Товуз.
- Суперкубок второй раз подряд прошел в городе Сумгаит, на стадионе имени Мехти Гусейнзаде.
- Впервые обладатель Суперкубка был определён в серии послематчевых пенальти.
- Впервые чемпион страны отказался принять участие в матче за Суперкубок и его заменил серебряный призёр.
- В конце основного времени матча, капитан «Нефтчи» Юнис Гусейнов не смог реализовать 11-метровый штрафной удар.[1]